# Stazione sperimentale Pavlovsk
La stazione sperimentale Pavlovsk è una stazione sperimentale di agricoltura nonché banca genetica situata nei pressi di Pavlovsk vicino a San Pietroburgo in Russia.

## Storia
Viene costruita nel 1926 dall'agronomo Nikolaj Vavilov con lo scopo di conservare la diversità genetica delle piante. 
Tra il 1941 ed il 1944 cade in mani tedesche durante l'assedio di Leningrado. Si racconta che, prima dell'arrivo degli invasori, gli scienziati dell'impianto siano riuscì a nascondere diverse varietà di piante e a conservarle nonostante il periodo di carestia dato dall'assedio.
Nel 2010 un tribunale russo, emettendo una sentenza a favore della Housing Development Foundation, dichiara il terreno edificabile per la costruzione di case private. 
A seguito della sentenza l'istituto fa un appello alla Corte Suprema.